# Wiktor Gorczyński
Wiktor Gorczyński (ur. 4 czerwca 1885, zm. 1940 w Twerze) – podinspektor Policji Państwowej, ofiara zbrodni katyńskiej.

## Życiorys
Urodził się 4 czerwca 1885 w rodzinie Aleksandra. Absolwent seminarium nauczycielskiego i Szkoły Nauk Politycznych w Warszawie. Od 4 sierpnia 1915 do 31 marca 1916 w Straży Obywatelskiej w Warszawie. Od 15 listopada 1918 w Policji Państwowej. Służbę pełnił m.in. w województwie wileńskim, województwie tarnopolskim i województwie wołyńskim. We wrześniu 1939 roku oficer inspekcyjny i zastępca komendanta wojewódzkiego Policji w Tarnopolu.
12 lipca 1939 komendant główny PP gen. bryg. Kordian Józef Zamorski rozkazem specjalnym nr S.23/Tjn. poinformował wszystkich komendantów wojewódzkich i naczelników urzędów śledczych o wdrożeniu dochodzenia przeciwko podinspektorowi Wiktorowi Gorczyńskiemu, nadkomisarzowi Romualdowi Marianowi Gończarczykowi, naczelnikowi Urzędu Śledczego w Tarnopolu i nadkomisarzowi Czesławowi Lipskiemu, komendantowi powiatowemu Policji w Tarnopolu za niedopełnienie obowiązków służbowych w trakcie organizacji i prowadzenia obławy policyjnej w nocy z 2 na 3 lipca 1939 we wsi Wymysłówka, w powiecie brzeżańskim, w czasie której zginął starszy posterunkowy Preissner, a ranny został posterunkowy Pierzchała. Zarzut niedopełnienia obowiązków generał Zamorski sformułował na podstawie osobistych obserwacji i ustaleń poczynionych na miejscu zdarzenia, na które przybył z inspekcji 2 Szwadronu Rezerwy Policyjnej w Raju. Generał Zamorski przeprowadzenie dochodzenia zlecił inspektorowi Juliuszowi Kozolubskiemu.
Dziwić może, że pomimo zastrzeżeń podniesionych przez generała Zamorskiego, 4 lipca 1939 minister spraw wewnętrznych oddał do dyspozycji podinspektora Gorczyńskiego sześć kompanii i dwa szwadrony rezerwy policyjnej. Charakter operacji – „obława policyjna” i rozmieszczenie poszczególnych oddziałów w terenie wskazuje na jej bezpośredni związek z zabójstwem st. post. Preissnera (6. kompania z Mostów Wielkich do Przemyślan, 7. kompania z Jaworzna do Złoczowa, 10. kompania z Jarosławia do Kozowej, 11. kompania ze Złoczowa do Podhajec, 12, kompania ze Stanisławowa do Rohatyna, 13. kompania z Łucka do Pomorzan, 1. szwadron ze Lwowa do Raju, gdzie stacjonował 2. szwadron). W dniach 9-11 lipca, po zakończonej obławie, oddziały wróciły do poprzednich miejsc stacjonowania (delegowania) z wyjątkiem 11. kompanii, która została skierowana do m. Mikulińce.
Po agresji ZSRR na Polskę w 1939 roku został aresztowany przez władze radzieckie w Tarnopolu i osadzony w specjalnym obozie NKWD w Ostaszkowie. Zamordowany przez NKWD wiosną 1940. Pochowany w Miednoje.
4 października 2007 Minister Spraw Wewnętrznych i Administracji Władysław Stasiak mianował go pośmiertnie na stopień inspektora Policji Państwowej. Awans został ogłoszony 9 listopada 2007, w Warszawie, w trakcie uroczystości „Katyń Pamiętamy – Uczcijmy Pamięć Bohaterów”.

## Ordery i odznaczenia
- Złoty Krzyż Zasługi (19 marca 1937)[9][10][11]
- Srebrny Krzyż Zasługi (18 marca 1930)[2]
- Krzyż Kampanii Wrześniowej 1939 r. (pośmiertnie, 1 stycznia 1986)[12]
- Medal Dziesięciolecia Odzyskanej Niepodległości[1]